# Roland Richer
Pour les articles homonymes, voir Richer.
Roland Richer (Saint-Michel-de-Wentworth, 23 juin 1941 -) est un homme politique québécois. 

## Biographie

### Jeunesse et formation
Roland Richer détient un brevet d'enseignement du Centre d'études de transition et de perfectionnement de la formation des maîtres de Montréal depuis 1970. Il complète par la suite un baccalauréat en enseignement à l'enfance inadaptée à l'Université du Québec à Montréal en 1978. À l'Université de Montréal, il obtient une maîtrise en orthopédagogie en 1988 et suit un cours de 2e cycle en administration de l'éducation de 1993 à 1997. Il obtient un certificat en pratiques éducatives en gestion mentale en 1995, ainsi qu'un certificat de spécialiste en profil pédagogique du Centre documentation recherche de Paris la même année.
De 1968 à 1977, il est enseignant à la Commission des écoles catholiques de Montréal. Il est par la suite orthopédagogue à la Commission scolaire du Long-Sault (CSLS) et à la Commission scolaire de la Rivière-du-Nord (CSRDN), à Lachute, de 1979 à 1993. Il est directeur de plusieurs écoles primaires de la CSLS et de la CSRDN de 1993 à 2002. Il est conférencier à de nombreux congrès pédagogiques de 1994 à 1998, et au Colloque international de gestion mentale, à Paris, en 1996. Il devient ensuite formateur en pédagogie de la gestion mentale à la Commission des écoles catholiques de Montréal en 1996, puis chargé de cours en pédagogie de la gestion mentale à l'Université de Montréal en 1997 et en 1998.

### Carrière politique
Roland Richer est membre fondateur du Bloc québécois en 1991. Il est coprésident du Comité du NON dans Argenteuil lors du référendum de 1992 sur l'Accord de Charlottetown. Il est également président du Parti québécois d'Argenteuil de 1990 à 1994.
Député du Parti québécois, il a représenté la circonscription d'Argenteuil à l'Assemblée nationale du Québec de 2012 à 2014. Il a été élu lors d'une élection partielle le 11 juin 2012 dans cette circonscription des Laurentides, reconnue comme un château-fort du Parti libéral du Québec.
Assermenté le 21 juin 2012, il n'a pas siégé avant la dissolution de la 39e législature. Il se représente dans la circonscription lors des élections générales de 2012 et est réélu le 4 septembre avec 38,53 % des voix.
En date de 2015, il reste le seul député du Parti québécois jamais élu dans la circonscription d'Argenteuil.